# 潘耀华
潘耀华（1927年4月26日—），中国电影文学女翻译家。生于天津市，早年在天津圣约翰学校和北平圣心女子学校学习英语、法语，同时在家中学习中国古典文学。1955年起在北京师范大学先后任教育系和外语系资料员兼英语翻译。1959年秋考入长春电影制片厂演员剧团，1962年春改任该厂译制片室英语翻译，并开始学习西班牙语，1984年调入北京任广播电影电视部电视剧艺术委员会翻译兼导演，1989年转入中国电视剧制作中心任译审。